# Gare de Houilles - Carrières-sur-Seine
Gare de Houilles - Carrières-sur-Seine vasútállomás és RER állomás Franciaországban, Houilles településen.

## Vasútvonalak
Az állomást az alábbi vasútvonalak érintik:
- Párizs–Le Havre-vasútvonal
- Nanterre-Université-Sartrouville-vasútvonal

## Kapcsolódó állomások
A vasútállomáshoz az alábbi állomások vannak a legközelebb:
- Gare de Sartrouville (Gare de Poissy, Gare de Cergy-le-Haut, A RER-vonal)
- Gare de Nanterre-Préfecture (Gare de Boissy-Saint-Léger, A RER-vonal)
- Gare de Nanterre-Université (Paris Gare Saint-Lazare, Transilien line L)
- Gare de Sartrouville (Gare de Cergy-le-Haut, Transilien line L)
- Gare d’Asnières-sur-Seine (Paris Gare Saint-Lazare, Transilien J vonal)
- Gare de Poissy (Gare de Vernon, Transilien J vonal)
- Gare de Sartrouville (Gare du Havre, Párizs–Le Havre-vasútvonal)
- Gare de La Garenne-Colombes (Paris Gare Saint-Lazare, Párizs–Le Havre-vasútvonal)

## Lásd még
- Franciaország vasútállomásainak listája
- A RER állomásainak listája